# سری سی برزیل
سری سی برزیل (انگلیسی: Campeonato Brasileiro Série C) سومین سطح لیگ فوتبال حرفه‌ای در کشور برزیل است.

## قالب فعلی
برخلاف دسته اول و دوم، سری سی به صورت رفت و برگشت بازی نمی‌شود، شاید بتوان گفت به این دلیل که بسیاری از تیم‌های شرکت‌کننده شرایط مالی لازم برای طی مسافت‌های طولانی را ندارند؛ بنابراین، مسابقات در گروه‌های منطقه ای برگزار می‌شود و جدول مانع از بازی تیم‌های ایالت‌های دور با یکدیگر در دورهای اولیه می‌شود.
از سال ۲۰۰۹، سری سی از ۶۴ تیم به ۲۰ تیم کاهش یافت و کمپئوناتو برازیلیرو سری دی جدید، مقدماتی برای لیگ برزیل است. در قالب فعلی، مرحله اول سپس در یک دور با ۱۹ مسابقه برگزار می‌شود. هشت تیم برتر برای مرحله حذفی واجد شرایط می‌شوند و چهار تیم نیمه نهایی به کمپئوناتو برازیلیرو سری بی صعود می‌کنند.

## تاریخچه شکل‌گیری
تا سال ۲۰۰۸، هر تیم حرفه ای می‌توانست درخواست دهد، اما تنها ۶۴ تیم در مسابقات شرکت می‌کردند. تیم‌هایی که در سال گذشته از سری بی سقوط کرده بودند، با تیم‌های واجد شرایط برای هر ایالت فدراسیون ملحق شدند. قوانین صلاحیت متفاوت بود، برخی از فدراسیون‌ها از مسابقات ایالتی به عنوان مسابقات صلاحیت استفاده می‌کردند، برخی دیگر مسابقات صلاحیت انحصاری را برای سری سی ترتیب دادند.
از سال ۲۰۰۹ به بعد، مسابقات مقدماتی در چهار گروه پنج تیمی برگزار شد. در سال ۲۰۱۱، دور نهایی در دو گروه چهار تیمی برگزار شد. از سال ۲۰۱۲ مسابقات در دو گروه ده تیمی در مرحله اول برگزار شد و تعداد تاریخ‌ها افزایش یافت. این فرمت تا سال ۲۰۲۰ حفظ شد، تا زمانی که شورای فنی مسابقات تصمیم گرفت در مرحله دوم تغییری ایجاد کند و دو گروه چهار تیمی را برای تعیین تیم‌های صعود کننده و فینالیست‌ها مانند سال ۲۰۱۱ مجدداً معرفی کند. در سال ۲۰۲۲، به نوبه خود، مرحله اول آن زمان بود هشت تیم برتر به مرحله دوم راه یافتند، که در همان فرمت قبلی بازی می‌شود، در حالی که چهار تیم پایین رده سقوط می‌کنند.